# 卡罗利娜·博谢克
卡罗利娜·博谢克（波蘭語：Karolina Bosiek，2000年2月20日—），波兰女子速度滑冰运动员，2022年欧洲速度滑冰锦标赛女子团体竞速赛金牌得主、2024年欧洲速度滑冰锦标赛女子团体竞速赛银牌得主、2024年世界单程距离速度滑冰锦标赛女子团体竞速赛铜牌得主。